# James I. Loeb

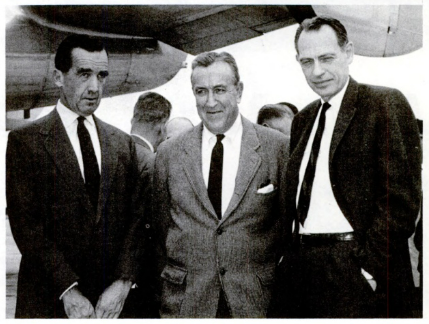
James L. Loeb (à droite) avec Mr. Bowels et Edward R. Murrow à l'aéroport de Lima en 1961.

James I. Loeb, né le 18 août 1909 à Highland Park dans l'Illinois et mort 10 janvier 1992 à Lebanon dans le New Hampshire, était un diplomate et homme politique américain du XXe siècle.
Il est ambassadeur des États-Unis au Pérou et en Guinée équatoriale, premier secrétaire exécutif national des Américains pour l'action démocratique,,,,.

## Études
En 1929, il obtient un AB au Dartmouth College, en 1931, il obtient un AM de la Northwestern University et en 1936 un doctorat,.

## Carrière
Loeb a commencé sa carrière en tant que professeur de français et d'espagnol à la Townsend Harris High School,.
Il a fourni le soutien d'organisations américaines dans les dernières années de la guerre civile espagnole. Il a également rejoint le Comité international de solidarité ouvrière du Parti socialiste d'Amérique et était anticommuniste. Pendant ce temps, il a voyagé en Europe pour aider les réfugiés espagnols. Il a interagi avec la Brigade Abraham Lincoln, l'Union américaine des libertés civiles, le Bureau médical et le Comité nord-américain d'aide à la démocratie espagnole,.
En 1941, avec Reinhold Niebuhr, il a cofondé l'Union pour l'action démocratique (UDA), dont il a été le directeur exécutif,,.
En 1947, il a aidé à fusionner l'UDA avec Americans for Democratic Action, dont il a également été le secrétaire exécutif jusqu'en 1953,,.
En 1948, l'ADA a tenté de recruter le général Dwight D. Eisenhower pour se présenter à la présidence en tant que démocrate, ce qui s'est produit "d'une manière très particulière". Sidney Hillman a fait parler Philip Murray, président du Congrès des organisations industrielles (CIO) lors d'une convention CIO à Atlantic City, New Jersey. Eisenhower a prononcé un discours pro-travailliste. Murray a adoré le discours d'Eisenhower. Il demanda à Jack Kroll du CIO Political Action Committee ( CIO-PAC ) de demander à ADA de servir de conduit indirect et de recruter Eisenhower par l'intermédiaire de son jeune frère, Milton S. Eisenhower.

En 1948, comme Loeb l'a rappelé plus tard, Eleanor Roosevelt a envoyé l'ADA "pour se battre" avec le Parti progressiste. Loeb se rendit à leur convention fin juillet 1948, où Lee Pressman (« était probablement le communiste le plus important du pays ») l'empêcha de parler :
(Loeb:) "Pourriez-vous me dire quand je vais apparaître?"
( Tugwell :) "Vous feriez mieux de demander au secrétaire du comité (Lee Pressman)." 

(Pressman:) "Je ne sais pas." 
Loeb a quitté la convention, Stonewalling.
Lors de l'élection présidentielle 1948, Loeb a cru qu'une combinaison de plate - forme de droits civiques forte de Truman ainsi que son centre de fait, grâce à débrayages sur le Parti démocratique par Strom Thurmond's Dixiecrats et Henry A. Wallace est Progressives a donné le peuple américain un choix facile.
En 1951, il a commencé à consulter l'avocat spécial du président Harry Truman, Charles S. Murphy. En 1952, il devient assistant exécutif du gouverneur W. Averell Harriman,,.
En 1953, il est devenu copropriétaire et coéditeur avec Roger Tubby de The Adirondac Daily Enterprise de Saranac Lake, New York, qu'il a continué jusqu'en 1970.

## Ambassadeur
En avril 1961, le président américain John F. Kennedy le nomma ambassadeur des États-Unis au Pérou. En juillet 1962, Kennedy le rappela pour montrer sa désapprobation d'un coup d'État militaire,.
En 1963, Kennedy le nomme ambassadeur des États-Unis en Guinée en Afrique de l'Ouest,.
À la fin des années 1970, il a participé à la collecte de fonds pour le Legal Defence and Education Fund de la NAACP.

## Vie privée et mort
Loeb a épousé Ellen Katz; ils ont divorcés. Il a épousé Anna Frank Loeb. Il avait un fils et une fille.
Il est décédé à l'âge de 83 ans d'une pneumonie le 10 janvier 1992, à l'établissement de soins prolongés Alice Peck Day à Lebanon, New Hampshire, après avoir souffert de la maladie d'Alzheimer.

## Prix
- 1983 : Distinguished Service Award du North Country Community College

## Héritage
Loeb a laissé ses papiers au Dartmouth College.